# Eclissi solare del 20 maggio 2012
L'eclissi solare del 20 maggio 2012  è un evento astronomico che ha avuto luogo il suddetto giorno dalle ore 20:53 UTC alle 2:49 UTC di quello successivo.
È stata visibile dall'Asia Orientale, da gran parte dell'Oceano Pacifico e dal Nord America.
L'eclissi maggiore ha avuto luogo alle coordinate 49.1N 176.3E, nell'Oceano Pacifico settentrionale al largo delle Isole Aleutine alle ore 23:53 UTC.

## Simulazione zona d'ombra

Ombra generata dall'eclissi.